# Distrito de Castillo Grande
El distrito de Castillo Grande es uno de los diez que conforman la provincia de Leoncio Prado ubicada en el departamento de Huánuco en el centro del Perú. El distrito fue creado mediante Ley N.º 30377 del 7 de diciembre de 2015. Limita por el Norte con los distritos de Rupa-Rupa y José Crespo y Castillo, por el Este con los distritos de Luyando y Rupa-Rupa y al Sur y al oeste con el distrito  de Rupa-Rupa.

## Historia
El distrito fue creado mediante la ley N.º 30377 el 7 de diciembre de 2015, en el gobierno de Ollanta Humala.
Durante los primeros años, la municipalidad distrital de Rupa Rupa era la encargada de la administración de recursos y servicios públicos del distrito de Castillo Grande, en tanto se elijan e instalen nuevas autoridades.
El 10 de diciembre de 2017 se realizaron las primeras elecciones municipales distritales, siendo elegido Roberto Caycho Romero.

## Autoridades de Castillo Grande

### Municipales
- 2019 - 2022[2]
  - Alcalde: Pabel Espinoza Trujillo, de Acción Popular.
  - Regidores:

  1. Víctor Manuel Quiroz Ramírez (Acción Popular)
  2. Alicia Villanueva Vásquez (Acción Popular)
  3. Noemí Paola Oncoy Ramírez (Acción Popular)
  4. Mayela Gonzáles Ambicho (Acción Popular)
  5. Jaime Melquiades Lizarraga (Movimiento Político Frente Amplio Regional Paisanocuna)

Alcaldes anteriores
- 2018:[3] Roberto Caycho Romero, de Alianza para el Progreso.